# Matthias Bleyer
Matthias Bleyer (* 10. Dezember 1978 in Karl-Marx-Stadt) ist ein deutscher Eiskunstläufer. 

## Biografie
Matthias Bleyer begann das Eislaufen im Alter von vier Jahren beim SC Karl-Marx-Stadt. Er war Paarläufer und wurde zunächst von Monika Scheibe trainiert. Seine Eiskunstlaufpartnerinnen waren Nicole Hentschel, Stefanie Weiss und Nina Kotnauer. Ab 2001 lief er zusammen mit Nicole Nönnig, mit der er heute (seit 8. September 2007) verheiratet ist. Das Paar wurde von Ingo Steuer in Chemnitz trainiert.
Im Herbst 2006 wirkte er bei der Pro7-Show Stars auf Eis mit. Seine Partnerin war Annabelle Mandeng.
Matthias Bleyer absolviert eine Ausbildung im Bereich Betriebswirtschaft für Mittelständische Unternehmen an der Berufsakademie Glauchau.

## Erfolge/Ergebnisse (Paarlauf)
wenn nicht anders angegeben, mit Nicole Nönnig

### Juniorenweltmeisterschaften
- 1999 – 11. Rang – Zagreb (mit Stefanie Weiss)

### Europameisterschaften
- 2003 – 8. Rang – Malmö

### Deutsche Meisterschaften (Senioren)
- 1996 – 4. Rang (mit Nicole Hentschel)
- 1999 – 2. Rang (mit Stefanie Weiss)
- 2002 – 3. Rang
- 2003 – 2. Rang
- 2004 – 5. Rang

### Grand-Prix-Wettbewerbe
- 2002 – 8. Rang – Bofrost Cup, Gelsenkirchen
- 2003 – 6. Rang – Cup of China, Peking
- 2003 – 9. Rang – Cup of Russia, Moskau
- 2004 – 10. Rang – Skate Canada, Halifax
- 2004 – 8. Rang – Trophée Eric Bompard, Paris